# Kalligrammatidae
Famille
Les Kalligrammatidae sont une famille fossile d'insectes névroptères, connus par leurs fossiles au Jurassique supérieur et au Crétacé inférieur.
Bien que surnommés « papillons du Jurassique » du fait que leurs imagos ressemblent à ceux des lépidoptères, ils ne leur sont pas directement apparentés. Ils proviennent de l'Oxfordien jusqu'à l'Aptien, soit il y a environ entre 161,5 et 113,2 millions d'années et ont été découverts en Chine, au Kazakhstan, en Russie, en Royaume-Uni, en Allemagne, en Mongolie et au Brésil.

## Ensemble des sous-familles, genres et espèces
Selon Paleobiology Database (8 juin 2019) :

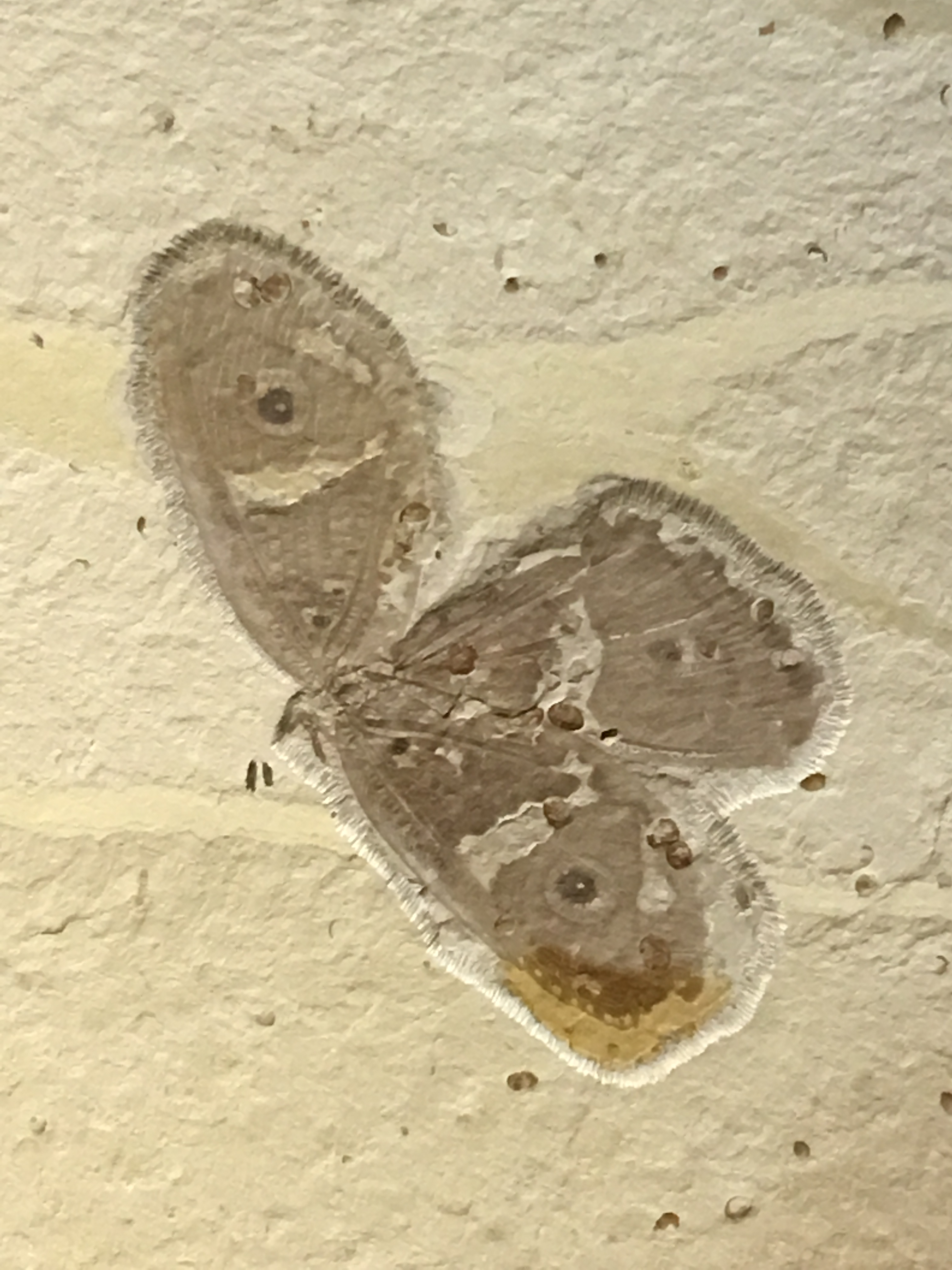
Kalligramma albifasciatum

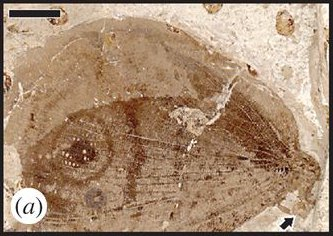
Kalligramma circularia

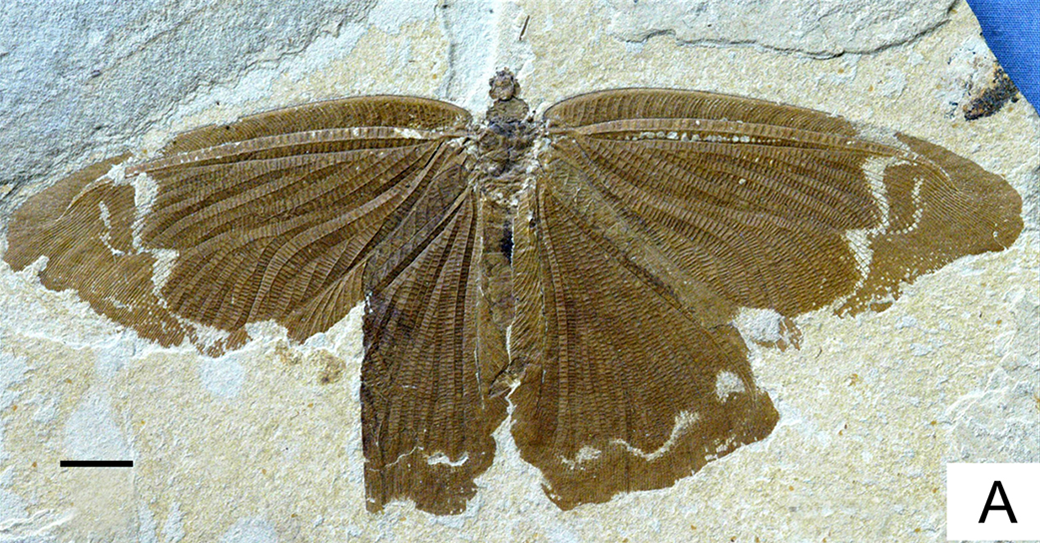
Sophogramma lii

Sous-famille † Cretanallachiinae Makarkin, 2017
- † Burmogramma Liu et al., 2018
  - † Burmogramma liui Liu et al., 2018
- † Burmopsychops Lu et al., 2016
  - † Burmopsychops labandeirai et al., 2018
  - † Burmopsychops limoae Lu et al., 2016
- † Cretanallachius Huang et al., 2015
  - † Cretanallachius magnificus Huang et al., 2015
- † Cretogramma Liu et al., 2018
  - † Cretogramma engeli Liu et al., 2018
- † Oligopsychopsis Chang et al., 2017
  - † Oligopsychopsis grandis Liu et al., 2018
  - † Oligopsychopsis groehni Makarkin, 2017
  - † Oligopsychopsis penniformis Chang et al., 2017

Sous-famille † Kalligrammatinae Handlirsch, 1906
- † Angarogramma Ponomarenko, 1984
  - † Angarogramma incerta Ponomarenko, 1984
- † Kalligramma Walther, 1904
  - † Kalligramma albifasciatum Yang et al., 2014
  - † Kalligramma brachyrhyncha Yang et al., 2014
  - † Kalligramma circularia Yang et al., 2014
  - † Kalligramma delicatum Liu et al., 2015
  - † Kalligramma elegans Yang et al., 2014
  - † Kalligramma flexuosum Panfilov, 1968
  - † Kalligramma haeckeli Walther, 1904
  - † Kalligramma jurarchegonium Zhang et Zhang, 2003
  - † Kalligramma liaoningense Ren et Guo, 1996
  - † Kalligramma multinerve Panfilov, 1968
  - † Kalligramma paradoxum Liu et al. 2014
  - † Kalligramma roycrowsoni Jarzembowski, 2001
  - † Kalligramma sharovi Panfilov, 1968
- † Kalligrammina Panfilov, 1980
  - † Kalligrammina areolata Panfilov, 1980
- † Kalligrammula Handlirsch, 1919
  - † Kalligrammula hani Makarkin et al., 2009
  - † Kalligrammula karatensis Liu et al., 2015
  - † Kalligrammula lata Liu et al., 2015
  - † Kalligrammula mira Ren, 2003
  - †Kalligrammula mongolica Makarkin et al., 2009
  - † Kalligrammula senckenbergiana Handlirsch, 1919
- † Sinokalligramma Zhang, 2003
  - † Sinokalligramma jurassicum Zhang, 2003

Sous-famille † Kallihemerobiinae Ren et Engel, 2008
- † Affinigramma Yang et al., 2014
  - † Affinigramma myrioneura Yang et al., 2014
- † Apochrysogramma Yang et al., 2011
  - † Apochrysogramma rotundum Yang et al., 2011
- † Huiyingogramma Liu et al., 2014
  - † Huiyingogramma formosum Liu et al., 2014
  - † Huiyingogramma turutanovae Martynova, 1947
- † Kallihemerobius Ren and Oswald, 2002
  - † Kallihemerobius aciedentatus Yang et al., 2014
  - † Kallihemerobius almacellus Yang et al., 2014
  - † Kallihemerobius feroculus Yang et al., 2014
  - †Kallihemerobius pleioneurus Ren et Oswald, 2002
- † Lithogramma Panfilov, 1968
  - † Lithogramma oculatum Panfilov, 1968
- † Stelligramma Yang et al., 2014
  - † Stelligramma allochroma Yang et al., 2014
- † Makarkinia Martins-Neto, 1997
  - † Makarkinia adamsi Martins-Neto, 1992
  - † Makarkinia kerneri Bechly et Makarkin, 2016

Sous-famille † Meioneurinae Yang et al., 2014
- † Meioneurites Handlirsch, 1906
  - † Meioneurites spectabilis Engel, 2005
  - † Meioneurites schlosseri Handlirsch, 1906
  - † Meioneurites villosus Panfilov, 1968

Sous-famille † Oregrammatinae Yang et al., 2014
- † Abrigramma Yang et al., 2014
  - † Abrigramma calophleba Yang et al., 2014
- † Ithigramma Yang et al., 2014
  - † Ithigramma multinervia Yang et al., 2014
- † Oregramma Ren, 2003
  - † Oregramma aureolusa et al., 2014
  - † Oregramma gloriosa Ren, 2003
  - †Oregramma illecebrosa et al., 2014
- † Palparites Handlirsch, 1906
  - † Palparites deichmuelleri Handlirsch, 1906

Sous-famille † Sophogrammatinae Yang et al., 2014
- † Protokalligramma Yang et al., 2011
  - † Protokalligramma bifasciatum Yang et al., 2011
- †Sophogramma Ren et Guo, 1996
  - † Sophogramma eucalla Ren et Guo, 1996
  - † Sophogramma lii Yang et al., 2009
  - † Sophogramma papilionacea Ren et Guo, 1996
  - † Sophogramma pingquanica Yang et al., 2014
  - † Sophogramma plecophlebia Ren et Guo, 1996
  - † Sophogramma wimbledoni Jepson et al., 2012